# اد تاونزند (شناگر)
ادوارد رابرت تاونزند جونیور (به انگلیسی: Robert Edward Townsend, Jr.) (زادهٔ ۱۳ سپتامبر ۱۹۴۳)، شناگر اهل کشور ایالات متحده آمریکا است.